# Vater-papilla

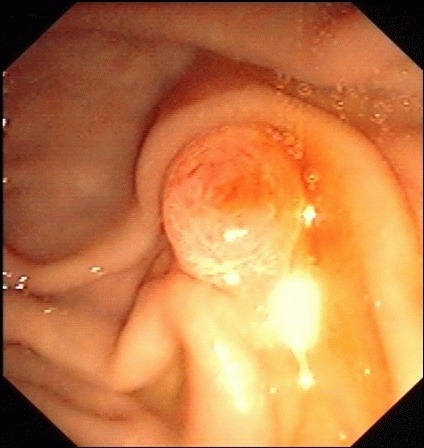
A Vater-papilla

A Vater-papilla a patkóbél (duodenum) homorulatában, annak második, leszálló részébe ferdén érkező közös epe- (ductus choledochus) és hasnyálmirigy-vezeték (ductus pancreaticus major) beszájazódása. A papilla mintegy 7–10 cm-rel a gyomorkapu (pylorus) alatt található. Néha előfordul, hogy a közös vezetékhez kapcsolódó hasnyálmirigy-vezeték a papilla felett, és kb. 2 cm-rel az előtt kapcsolódik az epevezetékhez.

## Anatómiai története
Nevét a papilla első leírójáról Abraham Vater (1684–1751) német anatómusról kapta. Az 1720-ban megjelent, „Az epevezeték beszájazodásának leírása a vékonybélbe” című munkájában felsorolt megállapítások nagy része ugyan aligha felelne meg az orvostudomány mai elvárásainak, de fontos részévé vált az orvostudomány történetének. Később a wittenbergi anatómusok körében maga a papilla mégis „Papilla Vateri”, azaz Vater-papilla néven vált ismertté és maradt fenn máig az anatómiában és az orvosi szakzsargonban.

## Működése
A Vater-papilla valójában egy kis kiemelkedés, melyet egy záróizomgyűrű vesz körül (musculus sphincter Oddii).
A záróizomgyűrű sima izomszövetből áll és körkörösen körbeveszi a beszájazódást. A simaizomsejtek mindenkori kontrakciós állapota befolyásolja a közös epe és hasnyálmirigy-vezeték tartalmának ürítését a patkóbélbe.

## Fordítás
- Ez a szócikk részben vagy egészben  a   Papilla duodeni major című angol Wikipédia-szócikk ezen változatának fordításán alapul.  Az eredeti cikk szerkesztőit annak laptörténete sorolja fel. Ez a jelzés csupán a megfogalmazás eredetét és a szerzői jogokat jelzi, nem szolgál a cikkben szereplő információk forrásmegjelöléseként.